# Rep by Pop
Le terme Rep by Pop nous vient des diminutifs anglais utilisés pour désigner, en français, l'expression « représentation selon la population ». Le terme fut donc utilisé, dans la colonie britannique du Canada-Uni, pour désigner une représentation à l'assemblée dont le nombre de sièges alloué aux deux divisions territoriales de la colonie, Canada-Ouest et Canada-Est, aurait été calculé proportionnellement à la population. Ce principe de représentation est toutefois à distinguer de la représentation proportionnelle.

## Histoire
Lors de l'unification du Bas-Canada et du Haut-Canada par l'Acte d'Union de 1840, les habitants du Haut-Canada, moins nombreux que ceux du Bas-Canada, réclament des autorités britanniques une répartition égale des sièges dans la nouvelle chambre d'assemblée.
C'est lors de nouveaux recensements en 1851 que les partis du Canada-Ouest (anciennement le Haut-Canada), voyant leur population dépasser, pour la première fois, celle du Canada-Est (anciennement le Bas-Canada), donnent leur appui à la rep by pop. Quant aux élus du Canada-Est, la plupart abandonneront la cause, à l'exception de ceux du Parti rouge, pour lesquels elle constitue un idéal démocratique. Elle voit enfin le jour en 1867 avec la Confédération canadienne.